# メルキッシャー郡
メルキッシャー郡 (ドイツ語: Märkischer Kreis) は、ドイツ連邦共和国ノルトライン＝ヴェストファーレン州アルンスベルク行政管区に属す郡である。ザウアーラント北西部に位置しており、南ヴェストファーレン地域に含まれる。

## 地理

### 位置
メルキッシャー郡はザウアーラントの西部を含む。北部はルールタールを境とし、南は丘陵に富む。最高地点はエッゲ山地ノルトヘレの海抜 663 m、最低地点は、イーザーローン＝ライネン近郊のルール川沿いの海抜 106.2 m である。
郡内を流れる重要な川は、レネ川、フォルメ川、ヘネ川、リスター川、エスター川および郡の境界をなすルール川である。

### 隣接する郡
メルキッシャー郡は、北西から時計回りに、ウナ郡、ゾースト郡、ホーホザウアーラント郡、オルペ郡、オーバーベルギッシャー郡、エネペ＝ルール郡および郡独立市ハーゲンと境を接する。

## 歴史
メルキッシャー郡は、1975年の地域再編によって、異なる歴史背景を有するヴェストファーレンの地域が合併して成立した。特にクルーゼンシュタイン城を有するヘネタールは、中世からマルク伯領とアルンスベルク伯領との境界をなしていた。これは宗教改革後にはカトリックと福音主義との境界でもあった。
郡名は、マルク伯領であったことに由来する。マルク伯は、現在ハム＝エントロープ管区に属す市区となっているマルク村に一族累代の城を構えて、現在の郡域の大部分を収めていた。マルク伯領の全体像は、ザウアーラント、ルール川沿いのベルギシェス＝メルキシェス・ヒューゲルラント、現在のルール地方やゾースト盆地を含むものであった。また、現在の郡域は、アルテナ伯領、リムブルク伯領、ケルン選帝侯のヴェストファーレン公領が合併して成立した。地域再編の際、現在のメルキッシャー郡に「メルキッシュ」という名前が与えられた理由は明らかでない。むしろ、エネペ＝ルール郡が「メルキッシャー郡」と呼ばれたり、郡独立市のボーフム、ハム、ハーゲンが「メルキッシャー市」と呼ばれる可能性もあった。立法機関は、意識的に領邦時代を遡って、歴史的現実とほとんど関わりのない名称を選択したのであった。
現在カトリックのパーダーボルン大司教区と新しいエッセン司教区との境界がメルキッシャー郡内を通っている。この地域は歴史的にはケルン大司教区の一部であった。

### 地域再編
メルキッシャー郡は、自治体再編に伴い1975年1月1日に、郡独立市イーザーローン、イーザーローン郡（シュヴェールテと旧ホーエンリムブルク市を除く）、リューデンシャイト郡、アムト・バルヴェを含むバルヴェ市、アルンスベルク郡のアスベックが合併して成立した。リューデンシャイト郡は1969年にアルテナ郡と郡独立市リューデンシャイトが合併して成立した郡であった。
メルキッシャー郡は、郡域再編後にリューデンシャイトに新築された郡庁舎の他、旧郡庁所在地のイーザーローンとアルテナにも行政庁舎を有している。

## 住民

### 人口推移
| 時点           | 人口（人） |
| -------------- | ---------- |
| 1961年6月6日   | 399,213    |
| 1962年12月31日 | 406,876    |
| 1965年12月31日 | 424,001    |
| 1970年5月27日  | 432,405    |
| 1970年12月31日 | 435,991    |
| 1975年12月31日 | 428,896    |
| 1980年12月31日 | 425,294    |
| 1985年12月31日 | 411,507    |

| 時点           | 人口（人） |
| -------------- | ---------- |
| 1987年5月25日  | 421,321    |
| 1990年12月31日 | 443,026    |
| 1995年12月31日 | 458,221    |
| 2000年12月31日 | 457,465    |
| 2005年12月31日 | 448,800    |
| 2010年12月31日 | 430,965    |
| 2014年12月31日 | 413,820    |
| 2023年12月31日 | 408,579    |

1961年、1970年、1987年の数値は人口調査結果によるものである。
1977年以前のデータは、1976年7月1日の市域から換算している。数値はノルトライン＝ヴェストファーレン州統計担当部局による。
2014年 IT.NRWによれば、2025年までの今後10年間で人口は約37,200人、約 10 % 減少すると予測している。2015年 IT.NRW の一般予想によれば2014年から2040年の人口減少率は 20 % を超えると予想している。さらに IT.NRW は、人口統計学的動向（年齢構成）に基づく同じ期間の労働人口について、28.6 % の減少（200,500人から143,100人に57,400人減少する）と予想している。

## 行政

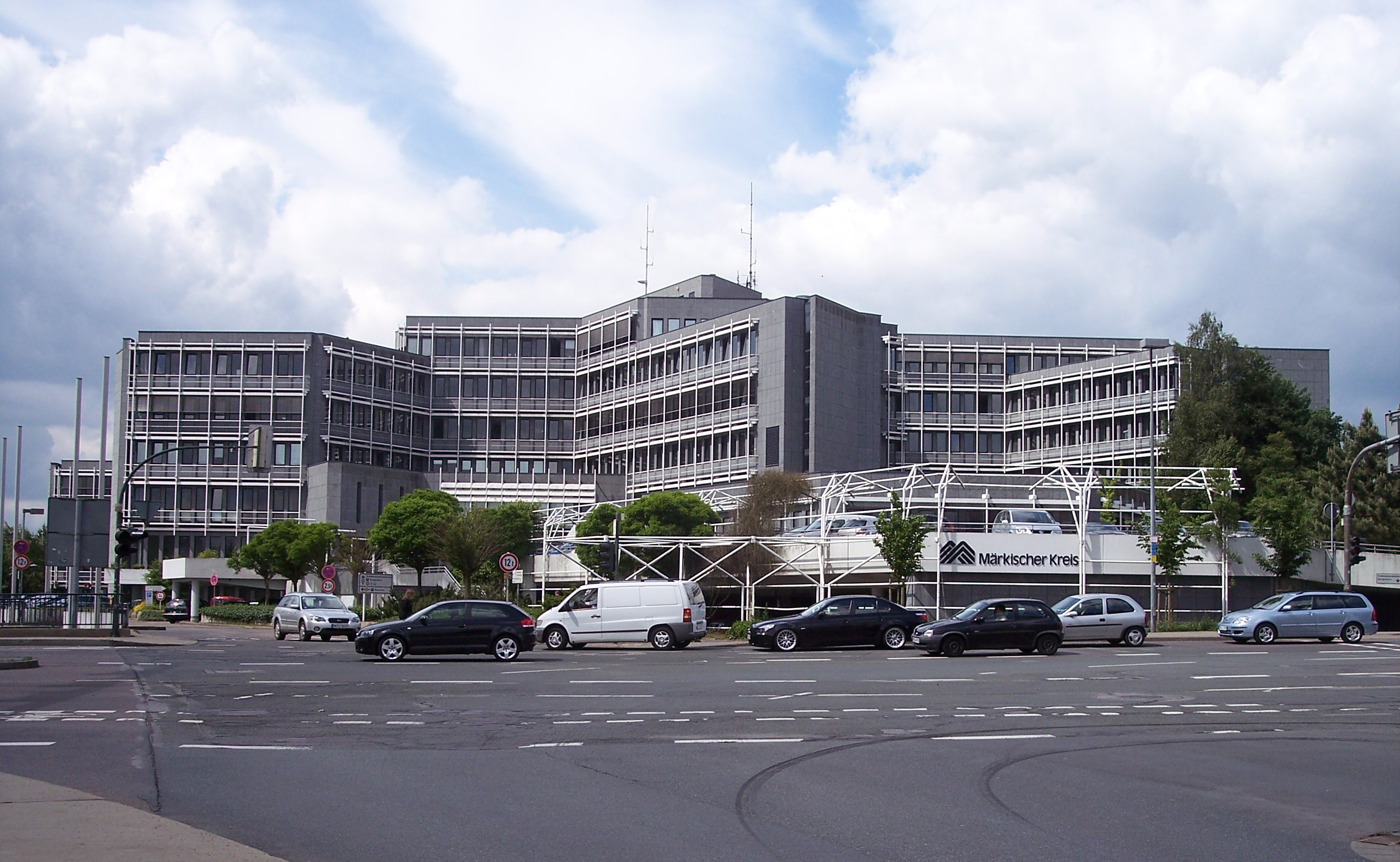
メルキッシャー郡郡役場

### 専任郡長
- 1997年 - 1999年: クラウス・トヴェール (SPD)
- 1999年 - 2009年: アオリス・シュテップーン (CDU)
- 2009年 - : トーマス・ゲムケ(CDU)

### 名誉職の郡長（1997年まで）
- 1975年: ハインツ・ビックマン (CDU) 委嘱
- 1975年 - 1994年: ヴァルター・ホスタート (CDU)
- 1994年 - 1997年: クラウス・トヴェール (SPD)

### 上級郡監督（1997年まで）
- 1975年: ヴィルフリート・ドロステ (SPD) 委嘱
- 1975年 - 1986年: ユルゲン・アルバート (CDU)
- 1986年 - 1997年: ベルンハルト・シュナイダー (CDU)

### 郡議会
2014年9月現在の政党別郡議会議席数を以下に示す。
| CDU | SPD | GRÜNE | FDP | UWG | DIE LINKE | AfD | NPD | PIRATEN | 合計 |
| --- | --- | ----- | --- | --- | --------- | --- | --- | ------- | ---- |
| 27  | 21  | 5     | 3   | 3   | 3         | 2   | 1   | 1       | 66   |

### 紋章
図柄: メルキッシャー郡の紋章は、赤 - 白（銀）の3層の格子模様の帯で上下二分割。上部は黄色地（金地）で、赤い爪と舌で威嚇する黒い獅子の半身。下部は白地（銀地）で、端から端まで貫く黒十字。
解説: 紋章の上部は旧アルテナ郡の紋章に由来する。この旧アルテナ郡の紋章にもすでに採用されていた赤 - 白の市松模様の帯は、マルク伯領の領主で創設者であるマルク伯家の紋章である。紋章の獅子は、旧アルテナ伯領の、後にはマルク伯領の紋章動物である。
マルク伯アドルフ1世は、ベルク＝アルテナ家出身のマルク、アルテナ、クリーケンベックの伯であり、マルク伯領およびマルク家の創始者である。彼は金地に市松模様の帯と半身を現した獅子の紋章を使用した。配色については伝えられていなかったが、アルテナ城のステンドグラスに用いられている金地に赤い色で威嚇する黒い獅子が採用された。ただし、このステンドグラス自体もアルテナ城再建時の復元である。アドルフ1世伯とその息子のオットー伯だけが、この紋章を使用したことが判明している一門の成員である。その後の伯たちは、「メルキッシュの市松模様帯」だけを用いた。シュティルンベルクによれば、これはアルテナ＝メルキッシャー家の一族の城であるベルク城の二重の鋸壁と関係がある。この城は1225年に失われ、リムブルク家がベルク伯領を引き継いだためベルク家の紋章の形である半身を現す「リムブルクの獅子」が出現する。これは元々「ベルクの獅子」として知られていたもので、旧ベルク伯領の多くの紋章に見られ、一部では古い形の二重鋸壁も見出される。「ベルクの獅子」から13世紀末頃に冠のない「リムブルクの獅子」が派生した。これらは守護領主のリムブルク公とベルク公およびリムブルク公が建設したホーエンリムブルク城にちなんで名付けられた。ここでは、ベルクと同様、獅子は赤色である。旧リムブルク伯領の一部は旧イーザーローン郡の一部とともにメルキッシャー郡に含まれており、したがって獅子はこの一部を表現しているのだが、ベルク/ホーエンリムブルクの獅子ではない。
紋章の黒十字は、マルク伯領近隣の現在郡域に含まれているメンデン、バルヴェ、マイネルツハーゲン＝ヴァルバートと同様、ケルン選帝侯の所有地であったことを示している。廃止されたアムト・マイネルツハーゲンの紋章を再現したという批判を避けるためにも、赤い獅子を紋章に採用することは政治的に望ましくなかった。

### 姉妹地域
メルキッシャー郡は、以下の地域と姉妹地域関係にある。
- レクサム・カウンティ・バラ（イギリス）
  - イーザーローン郡は1970年からレクサム・カウンティ・バラと姉妹郡の関係にあった。
- エルベ＝エルスター郡（ドイツ、ブランデンブルク州）
  - ドイツ再統一に伴いブランデンブルク州フィンスターヴァルト郡との間で姉妹郡協定が結ばれた。この郡は、地域再編によりエルベ＝エルスター郡に改編された。
- ラチブシュ郡（ポーランド、シロンスク県）2001年

## 経済と社会資本
ツークンフトアトラス2019（未来地図2019）でメルキッシャー郡は、ドイツの401の郡、自治体連合、郡独立市の中で282位に位置づけられており、「チャンスとリスクが混在する」地域と評価されている。
郡域は、中小企業、一部は家族経営企業が最前線を形成している。メルキッシャー郡は、ドイツで最も工業が盛んな地域である南ヴェストファーレンに位置しており、世界的なトップ企業150社が存在している。国際的に活動しているバルブメーカー「グローエ」はヘーマーで設立された。水回り製品の「コイコ」もヘーマーにある。隣のイーザーローンには衛生用品分野の世界的リーディングカンパニー「ドルンブラハト」がある。ヴェルドールの鉄道技術企業「フォスロー」は SDAX に上場されている。自動車分野の多くの特殊部品の供給業者は郡の北部と南部に存在する。この他の産業分野としては、機械製造、金属加工、工具製造、電気産業がある。
メルキッシャー郡では農業経営は、ほとんど行われていない。
暴風雨「キリル」は、2007年に数百万ユーロの損失をもたらした。郡内には約350万フェストメートルの自然倒木が生じたと推定されている。イーザーローン、バルヴェ、プレッテンベルク周辺地域が最も大きな被害を受けた。
数年前から、職業安定所と協力して、変貌する町の雇用者会議が開催されている。

### 交通

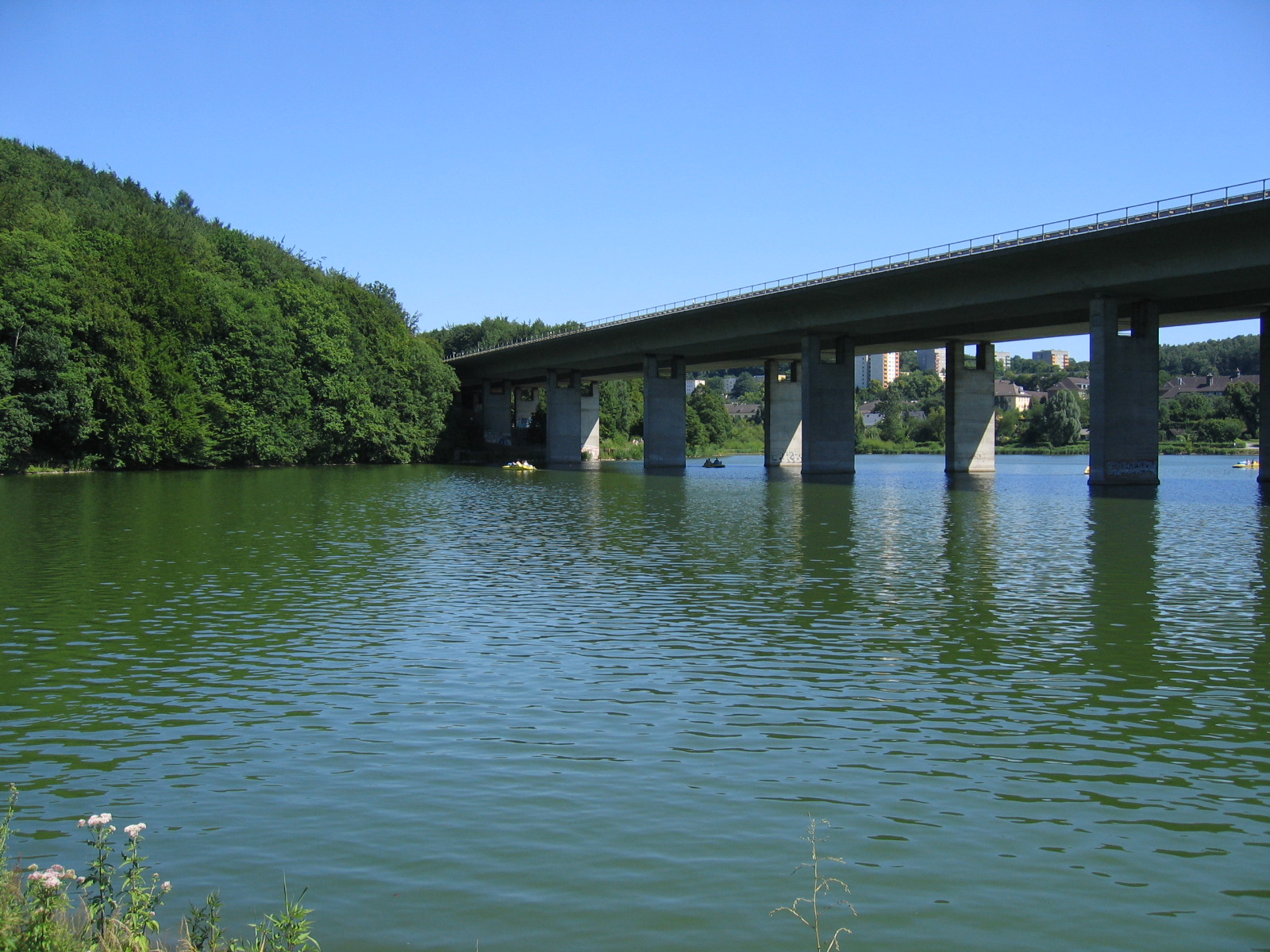
イーザーローンのザイラー湖に架かるアウトバーン A46号線の橋

#### 道路交通
郡内で最も重要なアウトバーンが、ハーゲンからリューデンシャイトやマイネルツハーゲンを北から南に通り、さらにジーゲンを抜けてフランクフルト・アム・マインに至る連邦アウトバーン A45号線（ザウアーラント線）である。郡内には以下のインターチェンジがある: リューデンシャイト北、リューデンシャイト、リューデンシャイト南、マイネルツハーゲン。郡の北部を、連邦アウトバーン46号線がハーゲンからイーザーローンを通り、終点となっている同市東部のヘーマー/イーザーローン＝レベッケンコプフ出口まで西から東に通っている。他のインターチェンジは、以下がある: イーザーローン＝レトマーテ、イーザーローン＝エストリヒ、イーザーローン中央、イーザーローン＝ザイラーゼー。メンデン (ザウアーラント)を経由してアルンスベルクまでの延伸工事は2023年まで続く。
メルキッシャー郡には以下の連邦道が通っている。
- B7号線　ハーゲンからイーザーローン、ヘーマー、メンデンを経由してアルンスベルク方面
- B54号線　ハーゲンからシャルクスミューレ、リューデンシャイト＝ブリュッゲ、ハルヴァー、キールスペ＝バーンホーフ、マイネルツハーゲンを経由してジーゲン方面
- B229号線　ラーデフォールムヴァルト（ドイツ語版、英語版）からハルヴァー、リューデンシャイト、ヴェルドール、ノイエンラーデ、バルヴェを経由してアルンスベルク
- B233号線　イーザーローンからメンデン＝ハーリンゲンを経由してウナおよびカーメン方面
- B236号線　ドルトムントからイーザーローン＝レトマーテ、ナハロート＝ヴィプリングヴェルデ、アルテナ、ヴェルドール、プレッテンベルクを経由してヴィンターベルク方面
- B237号線　レムシャイトからキールスペを経由してマイネルツハーゲン
- B515号線　バルヴェ＝サンスーシ（B229号線）からメンデン＝ハーリンゲン（B233号線）

元々、アウトバーン A54号線（かつて一部は A208号線とも呼ばれていた）は、ブルンスム近郊のオランダ国境からプッフェンドルフ、ベルクハイム、ランゲンフェルト、ゾーリンゲン、レムシャイト、ラーデフォールムヴァルト、ハルヴァー、リューデンシャイト、ヴェルドールを経由してザウアーラントのプレッテンベルクに到達する予定であった。当時すでに存在していた A45号線との交差点は、現在のリューデンシャイト北インターチェンジの南に設定されていた。A54号線は、現在の A542号線とゾーリンゲン市内を通る州道 L141n号線の2区画以外は完成しなかった。

#### 公共近郊旅客交通
公共近郊旅客交通については、郡内を数多くのバス路線や鉄道路線が運行している。

##### 鉄道交通: 概要
DBネッツの鉄道網を、DBレギオおよびアベリオ・レール NRWが運営するレギオナルバーン (RB)、レギオナルエクスプレス (RE) の列車が走行している。
郡の北部にイーザーローンがある。ここには以下の路線が乗り入れている。
- レトマーテ - フレンデンベルク線。ルール＝ジーク＝エクスプレス RE 16（イーザーローンからハーゲン、ボーフムを経由してエッセンへ）、ルール＝ジーク＝バーン RB 91（イーザーローンからハーゲンへ）
- アルダイ鉄道（イーザーローン - シュヴェールテ - ドルトムント）

郡を北から南に貫くルール＝ジーク線には、イーザーローン＝レトマーテ、アルテナ、ヴェルドール、プレッテンベルク駅があり、以下の列車が運行している。
- 「ルール＝ジーク＝エクスプレス」RE 16
- 「ルール＝ジーク＝バーン」RB 91

風景が美しく、文化史的に重要な鉄道路線が、ヘネタール鉄道である。このノイエンラーデとフレンデンベルクとをヘネ川沿いに結んでいる。
郡南部には、DBレギオが運営する以下の2本の路線がある。
- フォルマタール鉄道 (RB 52): ドルトムント - ハーゲン - リューデンシャイト。2004年12月15日までは民営のドルトムント＝メルキッシェ鉄道 GmbH　が運営していた。
- オーバーベルギッシェ鉄道 (RB 25): ケルン - グンマースバッハ - マイネルツハーゲン - ブリュッゲ (ヴェストファーレン) - リューデンシャイト

いずれの鉄道路線も DB ネッツに属し、駅は DBステーション＆サービスに属す。

##### イーザーローン - ヘーマー - メンデン線
2004年半ば、廃止されていたイーザーローン - イーザーローン・オスト - ヘーマー - メンデン路線の再開が自治体側から検討された。しかしドイツ鉄道AG はこれに興味を示さなかった。その後、ドイツ鉄道がこの路線を運行停止にしているため、ドイツ連邦軍の戦車輸送を道路輸送にするかどうか検討が行われた。自治体は、騒音や道路の損傷の拡大を懸念して道路輸送に反対した。2004年11月2日にヘーマーのブリュッヒャー兵舎の閉鎖が発表されたため、それまで毎月行われていたドイツ連邦軍によるヘーマーからメンデンへの戦車輸送という最後の用途もなくなった。

##### フォルメ＝アッガー線
2006年に、ハーゲンからブリュッゲ (ヴェストファーレン) - キールスペ - マイネルツハーゲン - マリエンハイデ - グンマースバッハを経由してケルンに至るフォルメ＝アッガー線が再開される予定であった。ノルトライン＝ヴェストファーレン州は1998年夏に公共近郊旅客交通需要計画で、ブリュッゲ (ヴェストファーレン) とグンマースバッハとの間のギャップ接続を緊急と位置づけ、再開に必要な資金を予算計上した。交通連盟との間で契約が締結された。これ以後路線再開は定期的に予告されたが、そのたびに延期された。その間に、路線の半分が新しい線路に置き換えられ、信号が設置され、踏切が建設された。2006年5月州政府の交代後ノルトライン＝ヴェストファーレン州交通大臣に就任したオリヴァー・ヴィトケはプロジェクトの再検討を発表した。その間新たな作業は行われなかった。
2011年6月7日、担当する目的連合は、マイネルツハーゲンとブリュッゲとの間を2段階で修復することを発表した。最初の修復ステージは、2011年秋から2012年末に800万ユーロを費やして工事が行われた。第2の修復ステージもほぼ同じ規模であった。これにより貨物交通も旅客交通もフォルメタール鉄道を安全に走行できることになった。2013年12月の時刻表改訂でマイネルツハーゲンは、再び旅客鉄道路線に接続した。レギオナルバーン 25 ケルン＝ハンザリング - グンマースバッハ - マリエンハイデ線の列車は再びマイネルツハーゲンまで延長された。再開以前最後の列車は1986年5月31日にグンマースバッハ＝ディーリングハウゼン方面に向かってマイネルツハーゲン駅を発車した。フォルメタールを通ってリューデンシャイト＝ブリュッゲに至るギャップを完全に埋める再開のための転轍器は2012年に設置された。この路線は2017年12月までに実現した。
2012年10月初めからマイネルツハーゲンの駅敷地付近に線路新設のため多くの作業員が集まった。ドイツ鉄道 AG はこの線路の新設だけで約1650万ユーロを投資した。建設工事には約500万ユーロが費やされた。フォルメタール鉄道の再開は、地域プログラム「オーベン・アン・デア・フォルメ」の中心的プロジェクトである。ドイツ鉄道 AG によって行われた路線作業に加えて、4つの関連自治体マイネルツハーゲン、キールスペ、ハルヴァー、シャルクミューレも、駅周辺の環境を魅力的な者にしようと努めた。また駅は、同じ地域プロジェクトの1つであるフォルメタール自転車道のサイクリング客にとって駐輪場のある休憩所にもなっている。現在の状況によれば、ドイツ鉄道 AG は投資総額約 2900万ユーロの総合プランに参加している。

##### バス交通
郡内を走るローカルバス路線は主にメルキッシェ交通協会 GmbH (MVG) が運営しているが、ルール＝ジーク・バス交通 (BRS)、ヴェストファーレン南交通共同体 (VWGS)、ケルン地方交通 (RVK)、および多くの市民バス協会が運行するバスもある。

##### 航空
最寄りの空港は、ドルトムント空港、デュッセルドルフ空港、ケルン・ボン空港がある。メルキッシャー郡内には、いくつかの小さな飛行場がある。たとえば、マイネルツハーゲン飛行場、アルテナ＝ヘーゲンシャイト飛行場、メンデン＝バルゲ・グライダー飛行場などである。

## 文化と見所

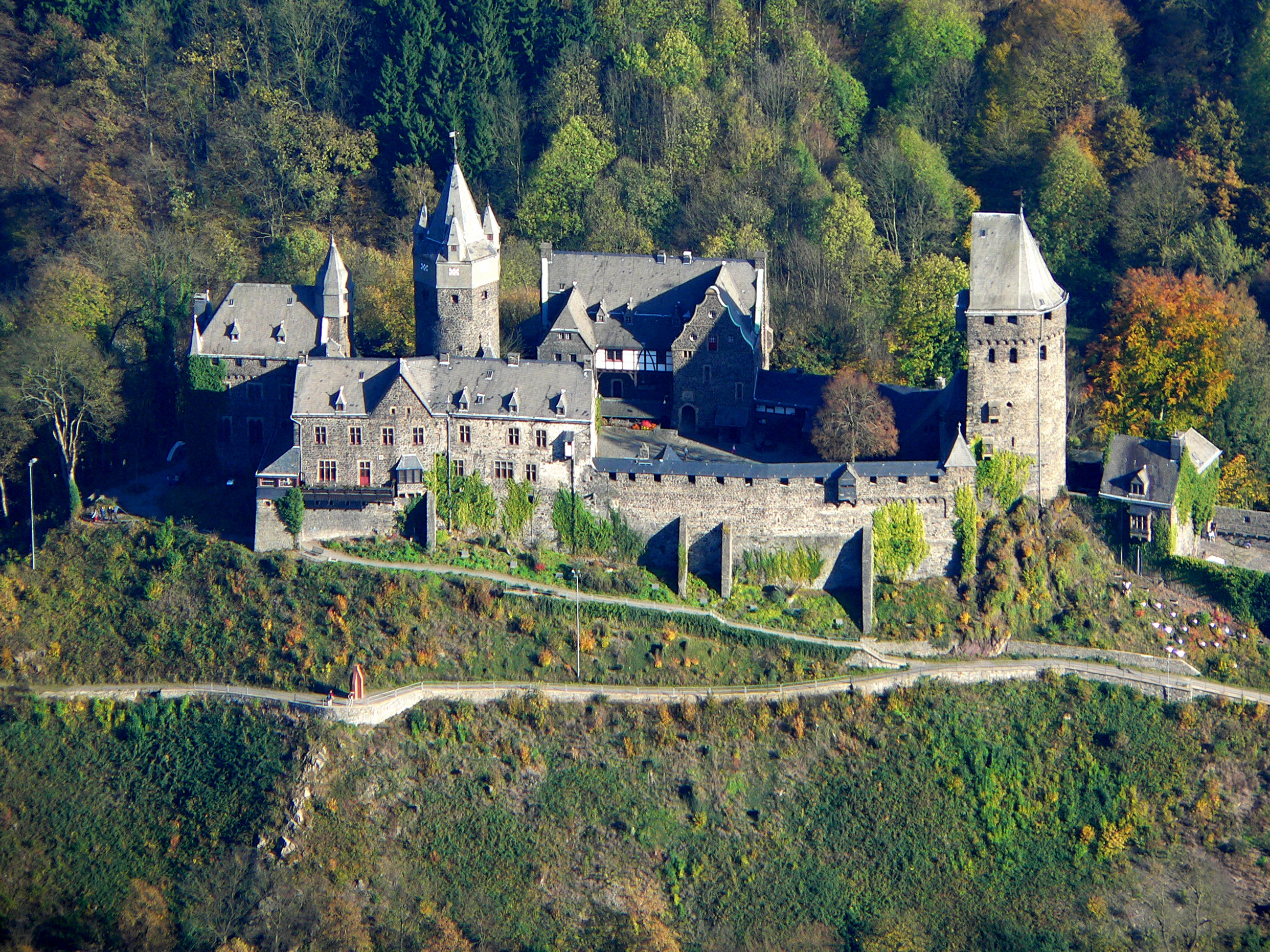
アルテナ城

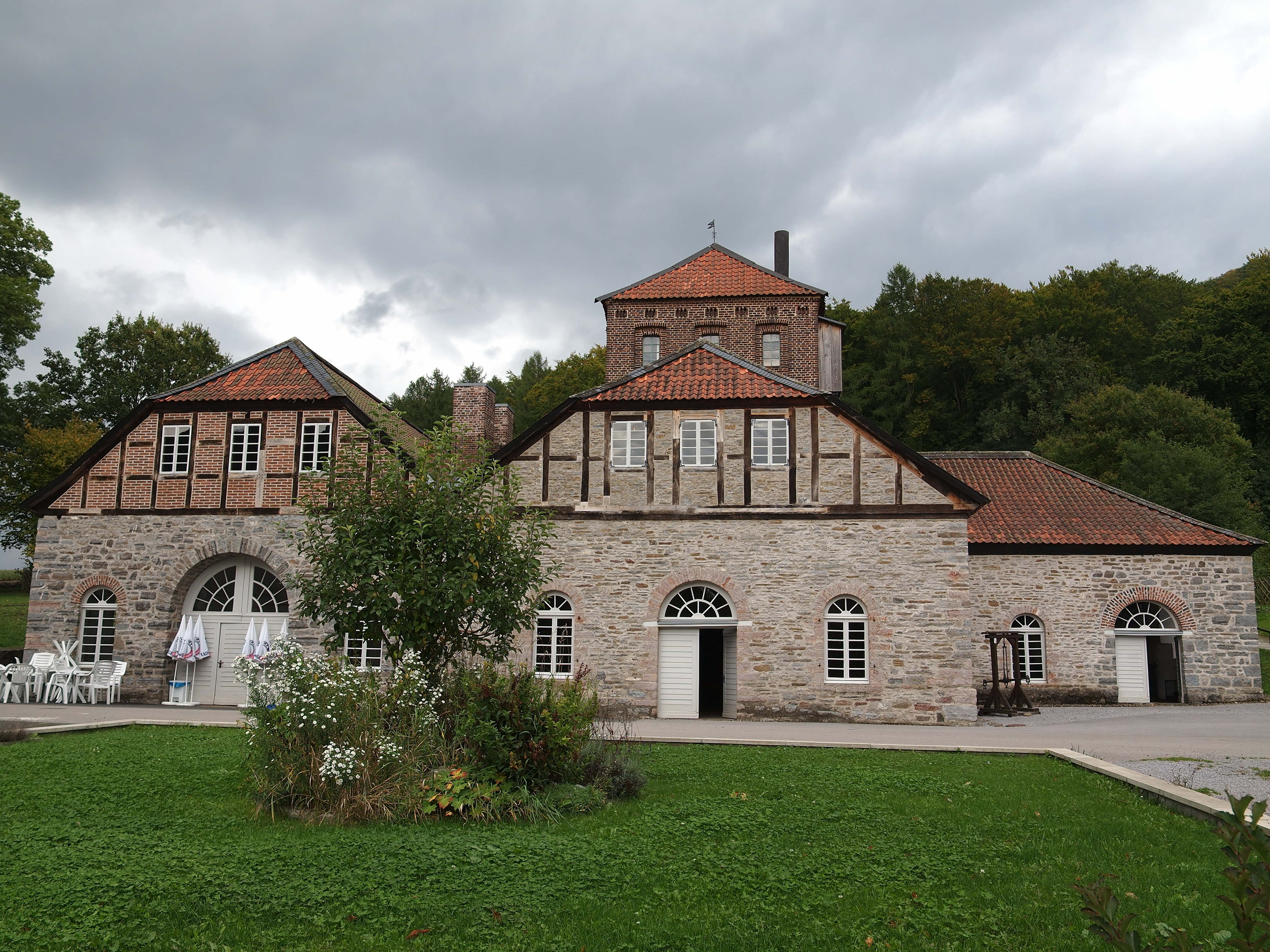
ルイーゼンヒュッテ

メルキッシャー郡は、南ヴェストファーレン文化地域に属す。この郡の文化的魅力は、アルテナのファッハディーンスト・クルトゥール（文化専門サービス）が担っている。郡は、マルク伯領博物館や世界ユースホステル博物館を含むアルテナ城博物館を運営している。
メルキッシャー郡は、1989年に設立されたメルキッシャー・ユーゲント交響管弦楽団の運営者である。さらに、地元の音楽学校の下に、ジュニアオーケストラやジュニア・ブラスオーケストラが存在する場合もある。この他にメルキッシャー郡のいくつかの都市には、リューデンシャイトやマイネルツハーゲンの室内管弦楽団のようなアマチュアオーケストラも存在する。毎年イーザーローン国際ゾリステンでは「イーザーローンの秋の音楽の日」が開催される。
郡内には、ドイツ最古のジャズクラブ「ヘンケルマン」がイーザーローンにある。
イーザーローンの博物館村マステ＝バーレンドルフでは、毎年「ロック・ゾマー・イン・バーレンドルフ」が開催される。
メルキッシャー郡で最も有名な文化財がアルテナ城である。ルイーゼンヒュッテも産業文化財として重要である。文化史的に重要なのが、ヘネタールとイーザーローンの洞窟である。
地元の郷土協会や郷土保護協会は、メルキッシャー郡郷土同盟 (HBMK) の傘下に組織されている。
バルヴェには、ドイツ最大の氷河期の文化的洞窟「バルヴァー・ヘーレ」がある。ここではバルヴァー・ヘーレ祝祭演劇が上演される。
イーザーローンの「パルクテアター」（大小のステージがある劇場）は、様々な分野の一流のアンサンブルが客演している。リューデンシャイトには、同様の公演が行われる「クルトゥールハウス」が存在する。メンデンには、「テアター・アム・ツィーゲルブラント」および小劇場の「スカラムーシェ」の2つの常設劇場がある。
郡内のいくつかの街で射撃兄弟団のようなグループで行われている射撃競技や、音楽クラブ、合唱団も文化活動に含まれる。音楽クラブは、郡音楽連盟に組織されている。射撃協会は郡射撃連盟に、合唱団はメルキッシャー郡合唱連盟に加盟している。

### スポーツ
メルキッシャー郡で最も有名なのは、アイスホッケー・チームイーザーローン・ルースターズである。

#### サッカー

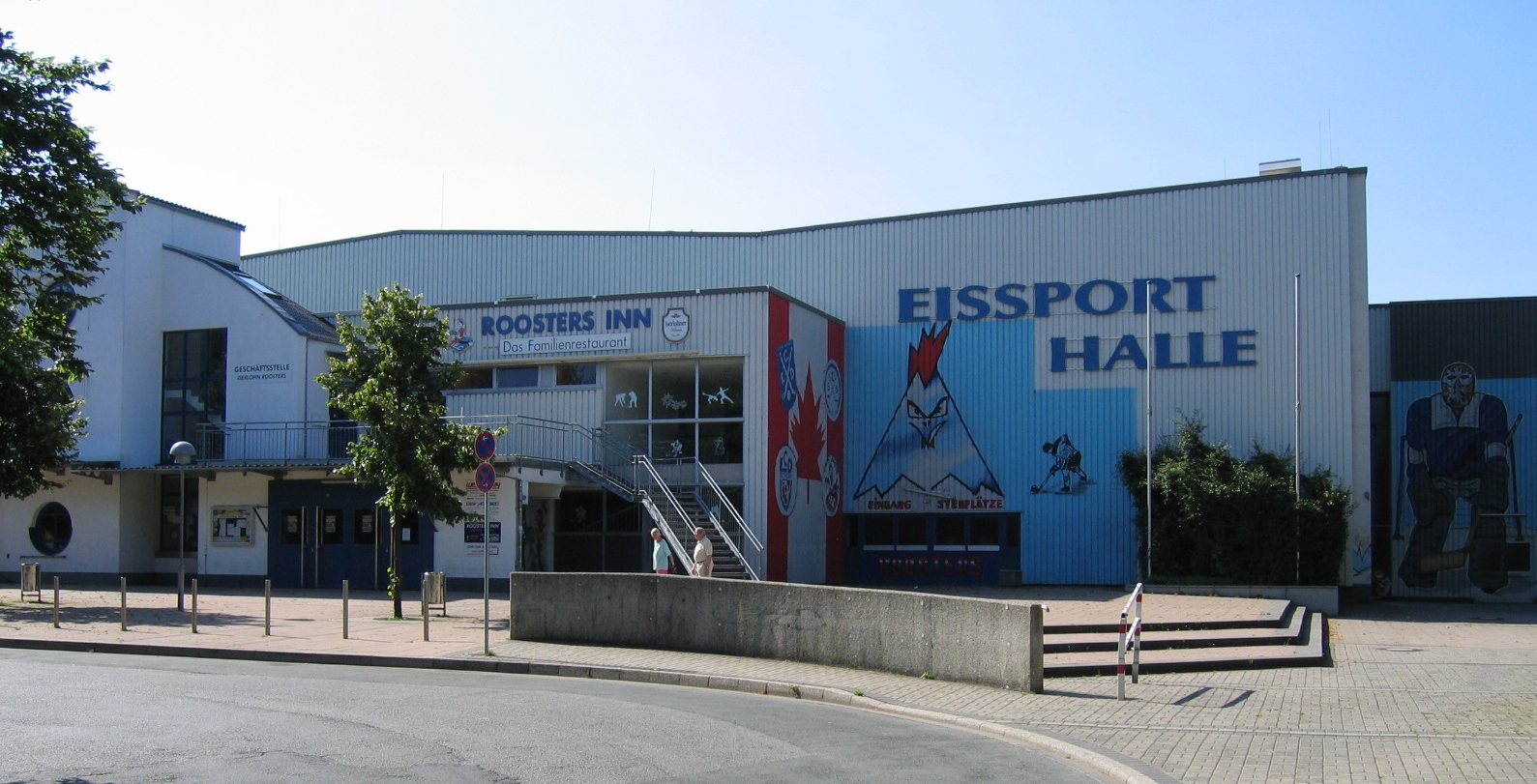
イーザーローンのアイスシュポルトハレ・アム・ザイラーゼー

FC イーザーローン 46/49 はシュポルトフロインデン・エストリヒ＝イーザーローンと、TuS イーザーローンのサッカー部門が合併したクラブで、サッカー・ランデスリーガでプレイしている。SG ヘーマー、キールスパー SC、BSV メンデン、SC 1912 ヘネン、FC ボルシア・ドレシェーデも同じリーグに属している。FSV ヴェルドールはヴェストファーレンリーガに所属している。リューデンシャイトには、かつてサッカー・ブンデスリーガ2部に所属したロート＝ヴァイス・リューデンシャイトがある。

#### アイスホッケー
1971年からイーザーローンは、ドイツ・アイスホッケーリーガ (DEL) で活動しているイーザーローン・ルースターズの所在地である。競技場は、「アイスシュポルトハレ・アム・ザイラーゼー」である。
1994年に設立されたイーザーローナー EC は、イーザーローン市だけでなく、メルキッシャー郡全体のスポーツの看板クラブである。このクラブは、「スターブル」ローゼンハイムのライセンスを獲得してドイツ・アイスホッケー・リーガ（1994年設立）に入り、現在はイーザーローン・ルースターズと呼ばれている。1987年まで ECD イーザーローン（EC ダイリングホーフェンの前身）は、当時のドイツ最高リーグ、ブンデスリーガ1部でプレイしていた。

#### 乗馬
メルキッシャー郡の乗馬センターはバルヴェにあり、ここでは毎年国際的に最も重要な乗馬大会の1つ「バルヴェ・オプティムム」が開催される。またドイツ騎手協会の名誉会長ディーター・フォン・ランツベルク＝フェーレンの故郷でもある。
この他の重要な乗馬クラブとしては、イーザーローン乗馬協会やヘーマーのエーデルブルク乗馬協会がある。レントリッヒャー・ライト・ウント・ファールフェライン・マイネルツハーゲンのジュニアは感銘深い成功を誇っている。
乗馬クラブは、メルキッシャー郡騎手協会に組織されている。
メルキッシャー郡出身の最も成功した騎手が、イーザーローン乗馬クラブでキャリアを開始し、オリンピック団体で2度優勝し、個人でも銀メダルを獲得したハリー・ボルトである。彼は選手としてのキャリアを終えた後、ドイツチームのトレーナーとしてさらに重要な成功を重ねた。

#### その他のスポーツ種目
メルキッシャー郡には、ドイツ選手権で6度優勝し、3度カップ戦を優勝したローラーホッケー1部リーグの ERGイーザーローン、ケーゲル＝ブンデスリーガ（シェーレ）に所属して2度ドイツチャンピオンとなったブラウ・ヴァイス・イーザーローン＝レトマーテ、卓球でドイツチャンピオン団体を2度制覇した VfBアルテナがある。その卓球部門は1996年から独立したクラブとして活動しており、現在はレギオナルリーガ西地区に参戦している。
サイクルサッカー・ブンデスリーガ2部でスタートした RC プファイル 07 イーザーローンの2つのチームは、学生・青年・ジュニア部門でドイツのマイスタータイトルを獲得して昇格し、成人部門も何年も前からすでに最高のリーグに参加している。
SG シャルクスミューレ＝ハルヴァーのハンドボール部門（ブンデスリーガ3部西地区）と TuS イーザーローンのバレーボール部門（レギオナルリーガ・ヴェスト）はともに3番目のリーグに参加している。バスケットボールでは、イーザーローン・カンガルースが4番目のリーグ（レギオナルリーガ1部西地区）に参加している。
リューデンシャイトのハイランダーは、スケートホッケーのドイツ選手権準優勝チームである。
キールスペのモーターボールチーム（MBC+MSF-トルネード＝キールスペ）はブンデスリーガに所属している。
レジャー用スポーツ施設は以下のものがある。
- プラッテンベルクとイーザーローン＝レマテの体験プール
- イーザーローンのザイラーゼーバート

ザウアーレンダー・ゲビルクスフェライン（登山クラブ）は、会員数5万人を超えるこの地域最大のクラブである。SGVは、ワンダーフォーゲルやノルディックウォーキングのイベントを組織し、自然保護と連携している。

### メディア

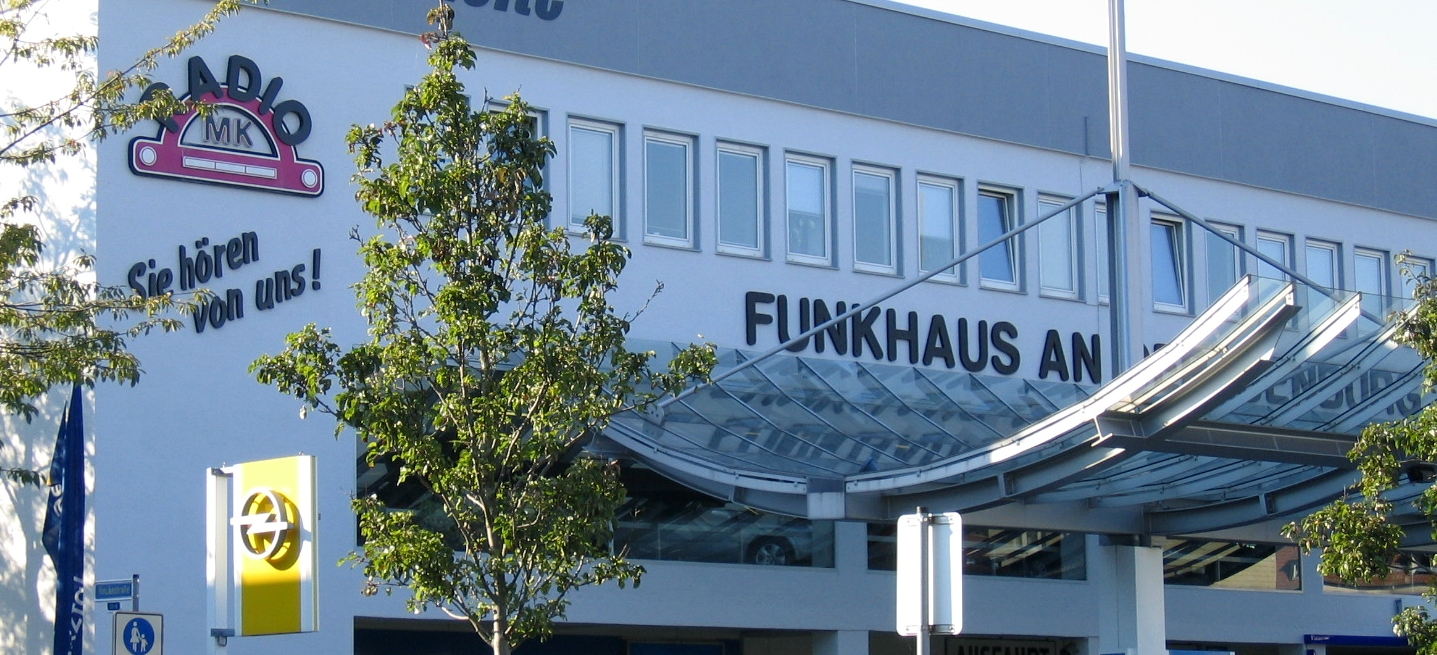
ラジオ MK 社屋

メルキッシャー郡では、「ターゲスツァイトゥンゲン・ヴェストファーレンポスト」、「イーザーローナー・クライスアンツァイガー」、「リューデンシャイダー・ナハリヒテン」（その地方版の「アルゲマイナー・アンツァイガー」、「アルテナー・クライスブラット」「マインエルツハーゲナー・ツァイトゥング」、「ジューダーレンダー・フォルクスフロイント」）および「ヴェストフェリッシェ・ルントシャウ」が刊行されている。いずれの新聞も、WAZ-グループまたはIppen-グループに属している。
ローカルラジオ「ラジオ MK」が放送されている。

## 市町村
メルキッシャー郡は15市町村からなる。15市町村のうち12自治体が「市」である。ヘーマー、メンデン (ザウアーラント)、プレッテンベルク、アルテナが、人口が25,000人から60,000人の中規模郡所属市である。イーザーローンとリューデンシャイトは、人口6万人以上の大規模郡所属市である。
以下にメルキッシャー郡に属す15市町村を列記する。括弧内の数値は、2023年12月31日現在の人口である。
| 市 - アルテナ (Altena 16,315) - バルヴェ (Balve 11,108) - ハルヴァー (Halver 16,284) - ヘーマー (Hemer 33,916) - イーザーローン (Iserlohn 92,404) - キールスペ (Kierspe 16,320) - リューデンシャイト (Lüdenscheid 71,463) - マイネルツハーゲン (Meinerzhagen 20,653) - メンデン (ザウアーラント) (Menden (Sauerland) 52,177) - ノイエンラーデ (Neuenrade 11,835) - プレッテンベルク (Plettenberg 24,788) - ヴェルドール (Werdohl 17,762) 町村 - ヘルシャイト (Herscheid 6,917) - ナハロート＝ヴィプリングヴェルデ (Nachrodt-Wiblingwerde 6,418) - シャルクスミューレ (Schalksmühle 10,219) |

## 関連図書
- Ernst Dossmann (1983). Auf den Spuren der Grafen von der Mark. Wissenswertes über das Werden und Wachsen der ehemaligen Grafschaft Mark und über den Märkischen Kreis. Iserlohn: Verlag Mönnig. ISBN 978-3-922885-14-6
- Ernst Dossmann (1987). Papier aus der alten Grafschaft Mark: Papierherstellung und Verarbeitung im Wirtschaftsraum zwischen Volme, Ruhr und Hönne: eine wirtschaftsgeographische und familiengeschichtliche Studie zur Entwicklung eines bedeutsamen südwestfälischen Wirtschaftszweiges im Umkreis der Städte Hagen, Iserlohn, Hemer, Menden, Fröndenberg und Plettenberg. Iserlohn: Mönnig Verlag. ISBN 978-3-922885-33-7
- Heinz Heineberg, Günter Rosenbohm, Klaus Temlitz, ed (2005). Der Märkische Kreis. Städte und Gemeinden in Westfalen 10. Münster: Aschendorff Verlag. ISBN 978-3-402-06274-6
- 40 Jahre Märkischer Kreis. Themen – Entwicklungen – Tendenzen. 1975–2015. Lüdenscheid: Märkischer Kreis. (2015)
- Michael Flöer (2018). Die Ortsnamen des Märkischen Kreises. Gütersloh: Verlag für Regionalgeschichte. ISBN 978-3-7395-1112-2

### 訳注
1. ↑  ドイツ語: Festmeter は、木材の体積を表す単位で、V = {\displaystyle \pi }/4 × d2 × L で計算される。d は中央部の直径、L は長さである。